# Nafer Durán
Nafer Santiago Durán Díaz  (El Paso, Cesar, 26 de diciembre de 1932), también escrito como Naffer Durán o Náfer Durán y apodado "Naferito", es un compositor y acordeonero de música vallenata.
Grabó en su acordeón la producción musical Herencia vallenata junto al cantante Diomedes Díaz, que significó el primer álbum musical en la trayectoria de Díaz. Fue Rey Vallenato del Festival de la Leyenda Vallenata en 1976, ha ganado dos veces el Festival Cuna de Acordeones de Villanueva, La Guajira, en la categoría  "Primaveras  del  Ayer", y ha sido un prolífico compositor de canciones vallenata, grabadas por los más notables agrupaciones de vallenato.

## Familia
Hijo de Nafer Donato Durán Mojica y Juana Francisca Díaz Villareal. Sus hermanos son Luis Felipe Durán, Sabina Durán y notablemente el juglar, cantautor y acordeonero Alejandro Durán. Su hermano Luis Felipe grabó un álbum en 1949 sin mucho éxito, sería su hermano "Alejo" el que obtendría mucha fama con el vallenato.
Sus ancestros provienen de Antioquia con Pío Durán, su bisabuelo, quien era músico e interpretaba el tiple, su hijo Juan Bautista Durán Pretel y abuelo de Nafer, también fue músico; acordeonero y gaitero.
Según el mismo Nafer Durán, engendró unos de 22 hijos con varias mujeres. Doce de estos hijos fueron con Rosibel Escorcia Mure, todos dedicados a la música.
Entre sus hijos músicos figuran Náfer Durán Escorcia, Luis "Lucho" Durán; Armando Durán, quien es compositor; Jaime Durán, que interpreta la caja; Elkin Durán, que es guacharaquero; y el acordeonero Jader Durán, quien fue acordeonero del cantante Farid Ortiz.

## Trayectoria
Durán aprendió a tocar el acordeón, a los siete años de edad, luego de que su padre le regalara el instrumento, de una sola hilera de teclas y a los once años ya era diestro.
Los hermanos Durán fueron criados en El Paso, Magdalena -actual departamento del Cesar-, donde fueron obreros de la finca 'Las cabezas' propiedad de la familia Gutiérrez de Piñeres Trespalacios, gente oriunda de Santa Cruz de Mompox. Según Díaz, por su destreza musical, los hermanos Durán se hicieron muy amigos de los Gutiérrez de Piñeres, quienes los llevaban a amenizar fiestas en otras ciudades como Cartagena. En estas correrías conocieron a otros músicos de vallenato.

### Festival Vallenato (1976): Rey Vallenato
En 1976, Nafer Durán se coronó Rey Vallenato, categoría "Acordeón Profesional" del Festival de la Leyenda Vallenata, tras ganarle a Beto Muegues y Juan Manuel Muegues, Máximo Jiménez, Samuelito Martínez y Ramón Vargas. En la competición también participó el acordeonero Juancho Polo Valencia, pero fue descalificado y declarado "fuera de concurso" por su gran talento.
En la final interpretó los temas Déjala vení, Teresita, El estanquillo  de su autoría y Los Altos del Rosario compuesta por su hermano Alejandro Durán.

### Festival Vallenato (1983)
En 1983, Durán intentó participar nuevamente en el Festival de la Leyenda Vallenata, pero el jurado consideró que debido a su talento, Nafer estaba "fuera de concurso". El jurado estuvo conformado por el Nobel de literatura Gabriel García Marquez, Enrique Santos Calderón, Rafael Rivas, Miguel López y Leandro Díaz. El certamen de 1983 fue ganado por el acordeonero Julio Rojas.

## Discografía
- 1965: Acordeón vallenato
- 1969: Mano a mano de currumbazos (junto a su hermano Alejandro Durán)
- 1974: Festival de la Leyenda Vallenata '74 (con Julio de la Ossa)
- 1976: Herencia vallenata (Canta: Diomedes Díaz)
- 1984: Vallenatica (Nafer Durán y su conjunto, canta: Julio César Córdoba)
- 2002: XXX (Canta: Julio César Daza)
- 2008: Colombia Rey Vallenato 2008
- 2009: Vida y obra Nafer Durán (Cantan: Luis Alfonso y Jader Durán Escorcia)
- 2010: Bajo el cielo e' Valledupar

## Composiciones
Fue apodado por la gestora cultural Consuelo Araújo Noguera como "el hacedor de canciones", describiendo lo prolífico que Durán es para crear canciones. 
Entre las canciones de la autoría de Durán figuran:
| - Sin ti - Los amores de Teresita - La invitación - Dime por quién lloras - Déjala vení - Con sentimiento - Dos cartas - Olguita - El estudiante - Vaca platina - Mi vida - El amor de Nafer - El burrito - Zapatosa - Ariguaní - Mi compadre - Mi lamento - Plánchame la ropa - Mi lamento (Clavelito) - El estanquillo | - La folclórica - La zoológica - La chimichaguera - Mujeres chimichagueras - Mi compadre se cayó - Dime por quién lloras - Mi patria chica - El deo chiquito - El ariguaní - Con sentimiento - El cucarachero - A orillas del Magdalena - Tronconal - Eres - El rezo - ¿Morenita, por qué lloras? - Evita - La flor del melón - Mi patria chica |

## Filmografía
- Su composición Sin ti, interpretada en el acordeón por Emiliano Zuleta Díaz fue parte de la banda sonora de la película Los viajes del viento.